# Бескудниковская ветка
Бескудниковская железнодорожная ветка (ветка Бескудниково — Лосиноостровская) — существовавшая в 1900—1987 годах железнодорожная линия, соединявшая Ярославское и Савёловское направления Московской железной дороги. Проходила по территории нынешних московских районов Восточное Дегунино, Отрадное, Свиблово. Ветка была однопутной, электрифицированной. В 1940-е годы по ветке было открыто пассажирское движение, всего действовало 6 пассажирских остановочных пунктов.

## История
Железнодорожная линия от Москвы на Савёлово начала строиться в конце XIX века по инициативе Саввы Мамонтова, акционера и директора общества Московско-Ярославской железной дороги и известного мецената. К моменту открытия в 1900 году место для вокзала не было определено, и Савёловское направление поначалу работало как ответвление Ярославского направления (поезда ходили с Ярославского вокзала и от станции Лосиноостровская). После открытия Савёловского вокзала в 1902 году он стал обслуживать основное направление, а ветка от Лосиноостровской до Бескудникова, соединяющая Савёловское направление с Ярославским, осталась вспомогательной. Первоначально ветка начиналась от пути в сторону области (в районе современной платформы Ростокино), но позже был построен участок с другой стороны — от Лосиноостровской. Съезд от платформы Северянин был разобран в 1910-е годы.
Вскоре (к 1908 году) параллельно Бескудниковской ветке были сооружены пути Московской окружной железной дороги, из-за чего загруженность линии ещё уменьшилась.
Линия вновь стала использоваться в 1930-х годах, когда вблизи разъезда, позже названного Институт пути, был построен комплекс зданий института (сейчас это Научно-исследовательский институт транспортного строительства (ЦНИИС) и ВНИИЖТ) и жилой городок.
Пассажирское движение на линии было восстановлено в 1940-е годы. Станция Институт пути появилась в 1945 году. В том же году был электрифицирован участок Лосиноостровская — Институт пути, а в 1955 году — Институт пути — Бескудниково. В 1948 году были открыты и другие пассажирские платформы.
В 1950-е годы Бескудниковская ветка использовалась наиболее интенсивно. Помимо пассажирского движения, ветка использовалась для подвоза грузов на ближайшие промышленные предприятия и племенного скота на ВСХВ. С 1960 года ветка оказалась полностью на территории города Москвы. В 1963 г. рассматривались варианты дальнейшего развития сети Московского метрополитена в части строительства Большого кольца метро. По этим планам предлагалось снять северный участок МК МЖД от Карачарова до Братцева с прокладкой по её коридору линии метрополитена Большого кольца (по варианту 1). В этом случае для Бескудниковской ж.д. ветки отводилась важная функция сохранения смычки Ярославского хода с Савёловским. Однако с развитием районов Свиблово и Медведково, расположенных за железной дорогой, возникла проблема их транспортной связи с центром. 10 сентября 1966 года движение на перегоне Дзержинская-Лосиноостровская было прекращено из-за открытия трамвайной линии, пересекавшей железнодорожные пути.
При строительстве Калужско-Рижской линии метрополитена 18 мая 1976 года был закрыт следующий перегон, от Дзержинской до Института пути. Станция метро «Свиблово» частично расположена на территории, которую занимала ветка.
Окончательно линия была закрыта в мае 1987 года, когда началось активное строительство северного радиуса Серпуховско-Тимирязевской линии метрополитена. На месте путей были построены многоэтажные дома, а на пересечении с ними расположилась станция метро «Отрадное».
После демонтажа ветки в 1987—1989 годах уцелели два участка, примыкающих к конечным станциям, на них сохранялось грузовое движение. Участок между станцией Бескудниково и Алтуфьевским шоссе (разобран в 2006—2007) до 2002 использовался для обслуживания склада по адресу Алтуфьевское шоссе, 43А, а также поддерживалось в рабочем состоянии ответвление на территорию ОАО «НИКИМТ-Атомстрой». Участок между станцией Лосиноостровская и улицей Лётчика Бабушкина (разобран в 2005) до 2003 года использовался для погрузки-разгрузки вагонов, в законсервированном состоянии поддерживался путь на трансформаторную подстанцию на противоположной стороне улицы.

## Описание линии
Ветка описывается на момент наибольшего расцвета (около 1960 года), более поздние изменения указаны.

### Бескудниково
Электропоезда Бескудниковской ветки прибывали на восточную платформу станции Бескудниково с юга, на 3-й путь (сейчас он используется электропоездами под обгон). Путь ветки отходил на юго-восток от главного Савёловского хода параллельно пути грузовой Медведковской ветки (существующей и поныне) и Путевому проезду. Затем ветки расходились, Бескудниковская шла по прямой, Медведковская поворачивала на северо-восток.

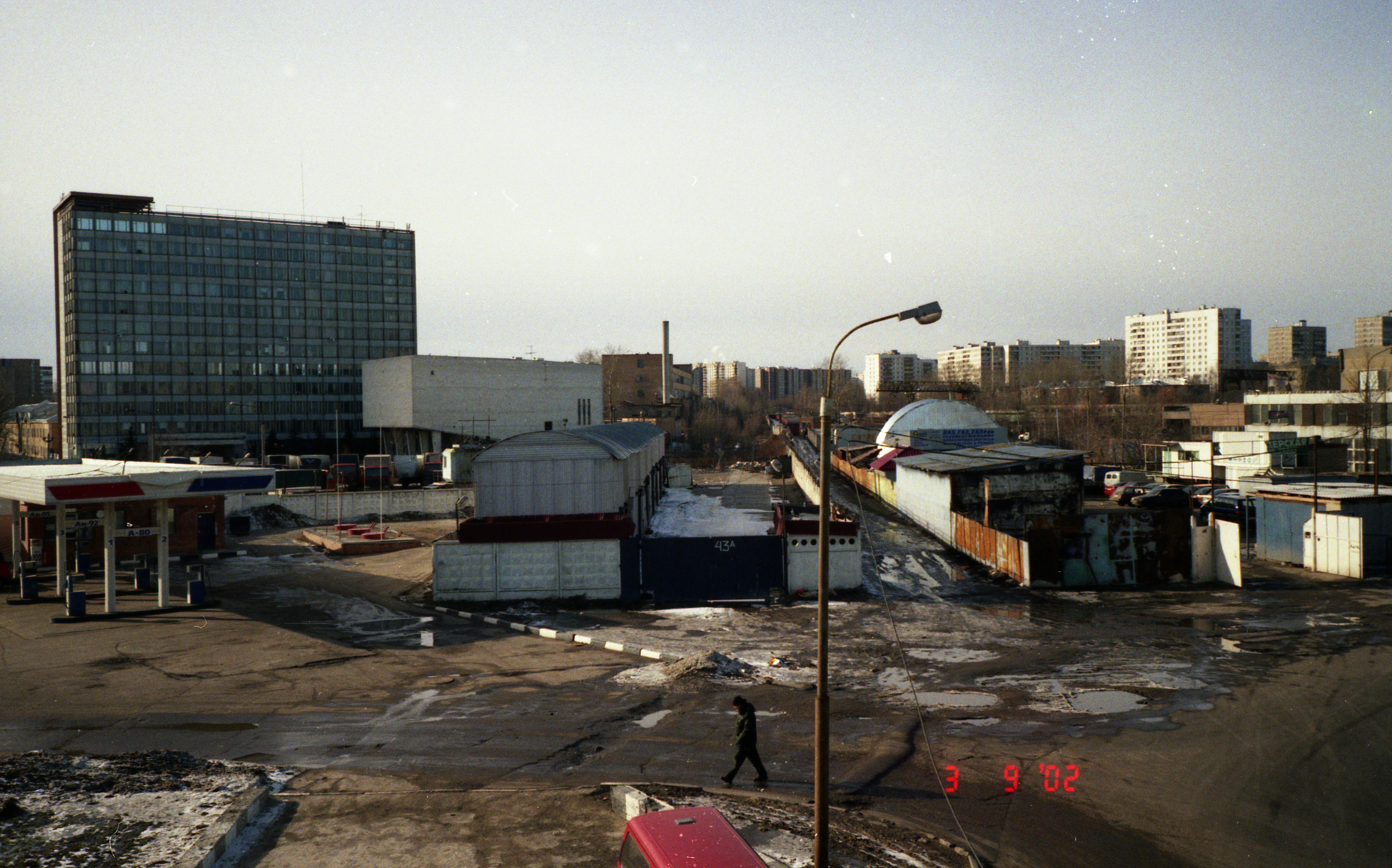
Место, где проходила ветка, вид с Алтуфьевского шоссе на запад (2002)

### Слободка
Платформа располагалась у пересечения ветки с Алтуфьевским шоссе, где до начала 1970-х находилась деревня Слободка, а после были сооружены Второй Алтуфьевский путепровод и Третий Алтуфьевский путепровод над Бескудниковской и Медведковской ветками соответственно. У платформы была остановка автобусов № 23 и 33, следовавших по Алтуфьевскому шоссе. В середине 1970-х годов параллельно железнодорожным путям к северу от них была проложена улица Декабристов. Далее ветка шла по прямой на юго-восток.

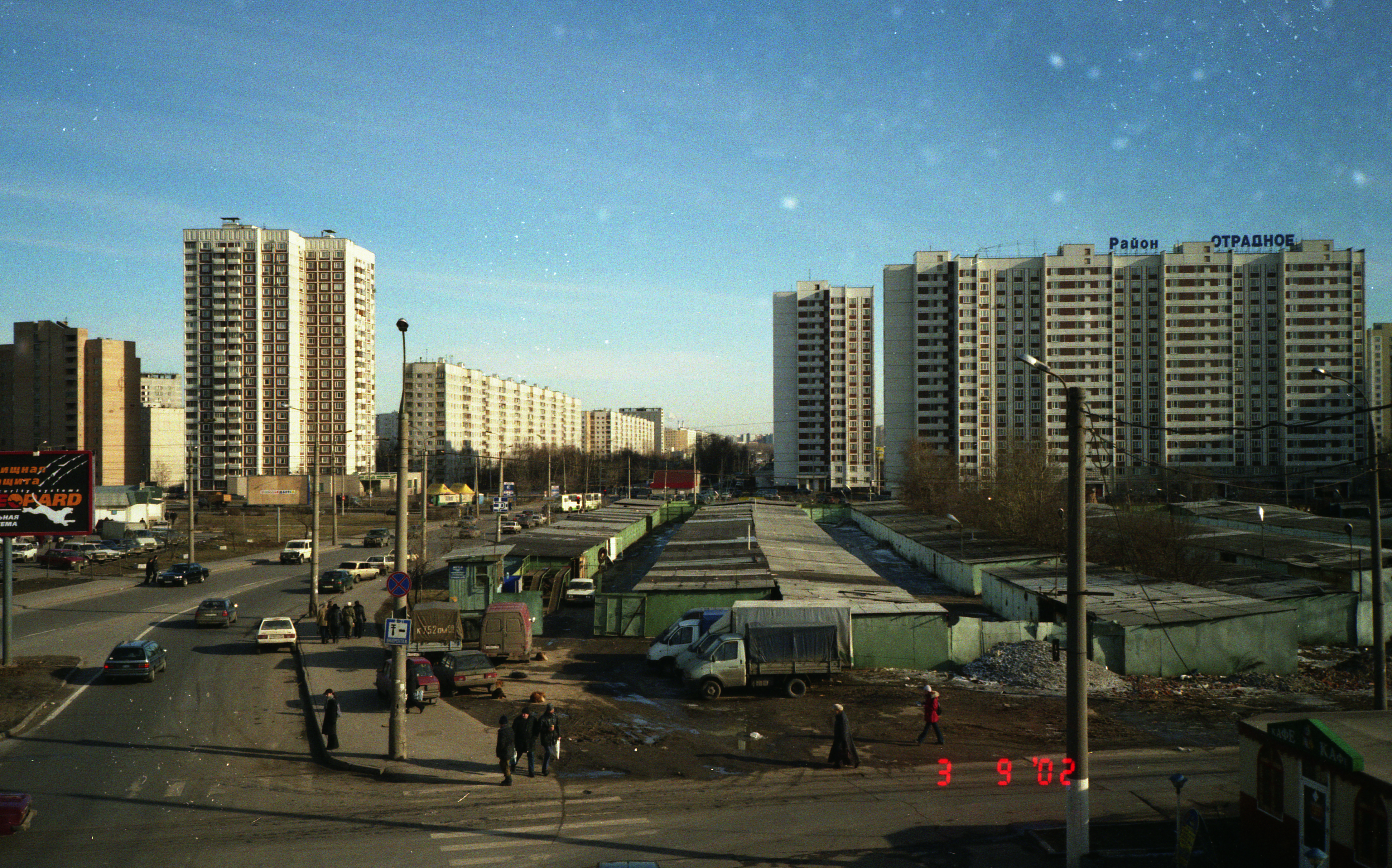
Место, где была платформа Слободка, фонарный столб около даты является опорой контактной сети. Вид на восток (2002)

### Отрадное

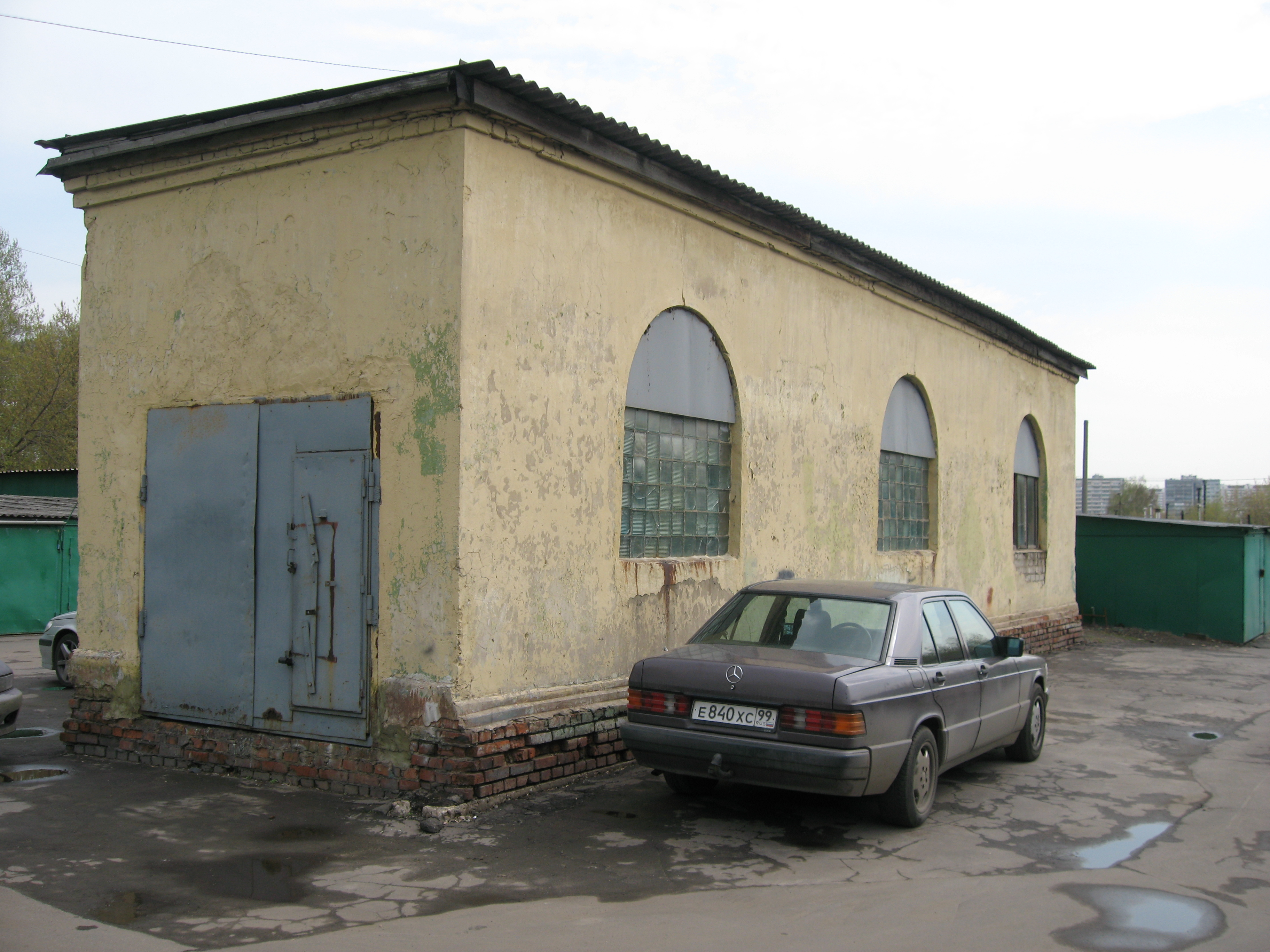
Сохранившийся павильон платформы Отрадное (2010)

Платформа Отрадное находилась у Сельскохозяйственной улицы, на тот момент упиравшейся в железнодорожные пути. В этом месте была конечная автобусов (на 1969 год — маршрутов 81 и 185, причём 81-й, ходивший от Курского вокзала, был одним из самых длинных маршрутов в Москве). После появления улицы Декабристов она была соединена с Сельскохозяйственной улицей, был организован охраняемый переезд ветки через Сельскохозяйственную улицу восточнее платформы. На юг от платформы было ответвление к промзоне ВДНХ, а к западу от платформы — небольшое путевое развитие (однако нет упоминаний о том, что Отрадное когда-либо имело статус станции). На большом участке, практически от Слободки до моста через Яузу, существовал экспериментальный второй путь (к северу от основного).

### Институт пути
Входной светофор станции Институт пути располагался сразу за платформой Отрадное. Уже на территории станции ветка пересекала по мосту Яузу, за рекой начиналось путевое развитие. На станции было не менее четырёх путей. Пассажирская платформа была островной, и оба пути у неё были электрифицированы (это было единственное место на ветке, где использовались два электрифицированных пути). На север от станции отходила грузовая ветка в Ватутино. За станцией располагался переезд через Кольскую улицу.

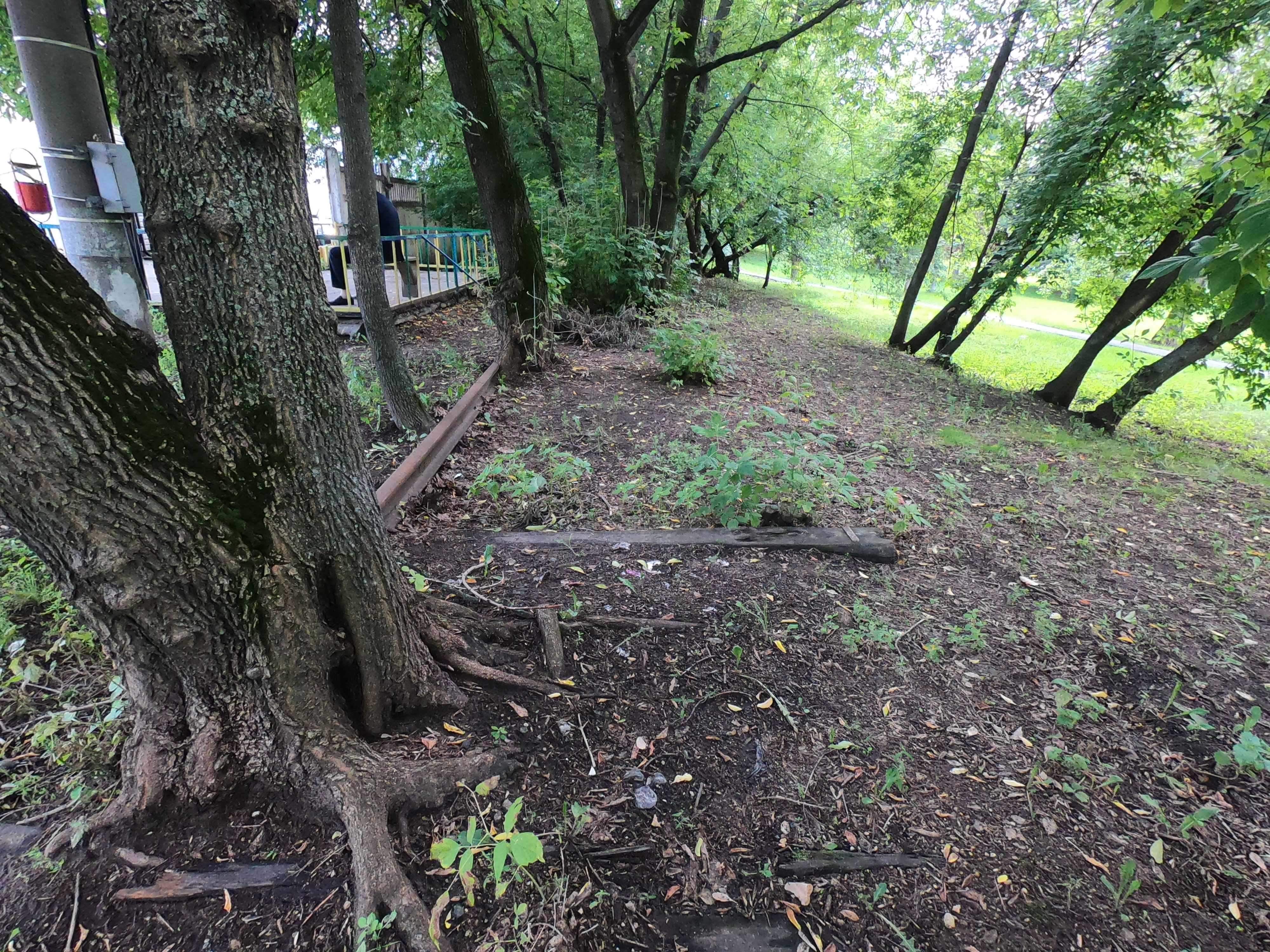
Рельс и шпалы на перегоне Лосиноостровская - Дзержинская, вид на запад (2019)

### Дзержинская
Платформа Дзержинская (первоначально — 8 километр) находилась у пересечения с Енисейской улицей, проложенной в этом районе около 1964—1965 гг. К платформе выходила ныне не существующая улица Молокова. После того, как движение до Лосиноостровской было прекращено и по Енисейской улице был пущен трамвай, платформа стала использоваться для пересадки на трамвайный маршрут № 17 (позже — и № 5), следовавший в Медведково, а также на автобусные маршруты 181 и 183.

### Лосиноостровская
У пересечения с улицей Лётчика Бабушкина располагался входной светофор станции Лосиноостровская. На станции для Бескудниковской ветки была отдельная короткая платформа, на неё вела лестница с южного пешеходного мостика над путями станции.

## Ответвления

### Ватутинская ветка
Ответвление от Бескудниковской ветки начиналось от восточной горловины Институт Пути и вело в промзону в микрорайоне Ватутино, мимо современной станции метро «Бабушкинская». Время постройки точно не известно. Движение по ветке прекратилось в середине 1970-х гг., окончательно разобрана была после 1980 года.

### Ветка в промзону ВДНХ
Ветка начиналась вблизи западного торца платформы Отрадное, где располагались пакгауз и платформа для выгрузки-погрузки скота, и уходила на юг в промзону.

## Режим пассажирской работы
Электропоезда, курсировавшие по Бескудниковской ветке, работали изолированно, не заходя на магистральные направления.
Для работы на ветке на протяжении большей части её истории использовались четырёхвагонные электропоезда. В последние годы во избежание аварийных ситуаций при порче одного из моторных вагонов стали эксплуатировать шестивагонные составы.
Согласно расписанию 1971 года, по ветке проходило 11 пар электропоездов за сутки (время движения по маршрутам Бескудниково — Дзержинская и Дзержинская — Бескудниково 12—13 минут), по расписаниям 1984—1986 гг. — 10 пар (время движения по маршруту Бескудниково — Институт Пути 9 минут, по маршруту Институт Пути — Бескудниково 11—12 минут). Как правило, в челночном режиме работал один и тот же состав.
На конечных пунктах работали кассы, в пути работали разъездные кассиры.
Основным электропоездом, закреплённым за данной веткой вплоть до её закрытия, был ЭР2-523. Помимо него, изредка работали ЭР2-807 или другие подменные электропоезда депо «Лобня».

## Сохранившиеся фрагменты
Практически все рельсы были демонтированы к середине 2000-х годов. Дольше всего сохранялись участки пути от станции Лосиноостровская до улицы Лётчика Бабушкина (демонтированы в 2003—2004 гг.) и от станции Бескудниково почти до Алтуфьевского шоссе (демонтированы к середине 2005 года). У северного выхода станции метро «Свиблово» до 2009 года сохранялось частично забетонированное рельсовое звено (уничтожено при строительстве торгово-развлекательного центра).

В месте, где ветка отходила от Ярославского направления, остались шпалы, которые существуют и сейчас[когда?].

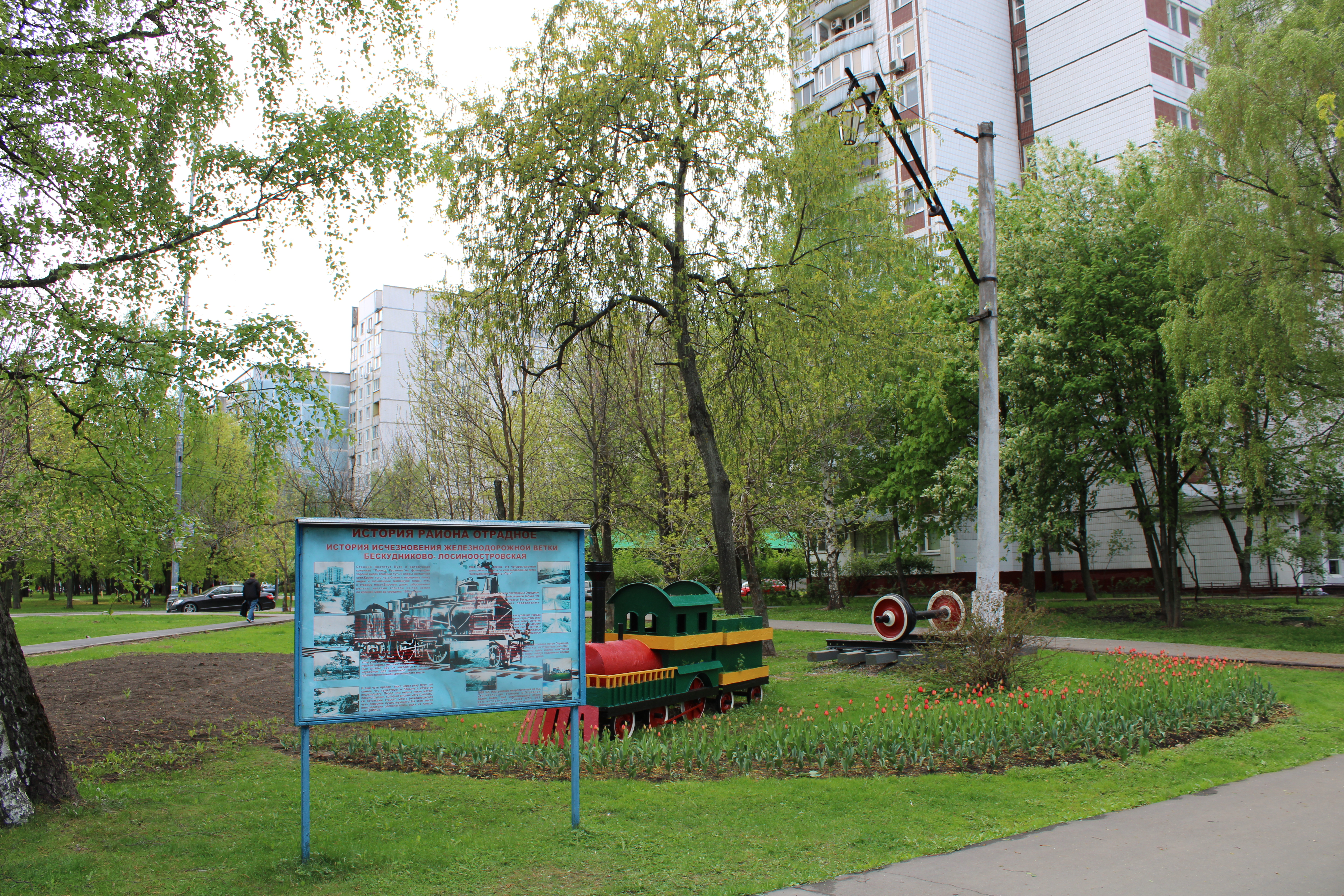
Памятник Бескудниковской ветке и сохранившаяся опора контактной сети. Установлен неправильно, перпендикулярно самой ветке. Снесён в 2024 году.

Сохранился железнодорожный мост оригинальной архитектуры через реку Яузу, в 2001 году переоборудованный в пешеходный. В ходе реконструкции с моста были убраны деревянные элементы конструкции, он был сужен и оборудован перилами. Однако на месте бывшей ветки (особенно в восточной части моста) до сих пор можно найти опоры подвески контактной сети, шпалы и остатки электрооборудования.
В районе бывшей станции Институт пути хорошо заметна насыпь. Кроме того, в окружении гаражей на улице Декабристов существует бывший пассажирский павильон платформы Отрадное.
Сохранившаяся опора подвески контактной сети на улице Декабристов стала частью памятника закрытой ветке, сооружённого в 2005 году. Композиция памятника (на пересечении улицы Декабристов и проезда Якушкина) состоит из фонаря на консоли опоры, колёсной пары на небольшом фрагменте рельсошпальной решётки и детского паровозика. При обустройстве памятника не было учтено истинное расположение пути, и рельсы лежат перпендикулярно реальному направлению ветки. При этом паровоз направлен верно, в сторону платформы Отрадное.
В 2024 году памятник Бескудниковской ветке снесён.